# 방
방(房)은 건물에서 벽으로 둘러 싸인 독립된 하나의 공간을 의미한다. 집을 지으며 특정한 용도로 벽으로 나누어 만든 공간이다. 보통 방은 내부 벽면 또는 외벽, 문으로 구성된다. 기원전 2200년 미노스 문명 그리스 산토리니섬에서 현재까지 최초인 방을 발견했다.
한국 전통 방은 별도 기능을 목적으로 만든다. 예를 들어, 사랑방은 집안 남자의 공부방, 그림방을 뜻한다.
대한민국에선, 방의 개념이 확장되어 벽으로 막힌 특별한 공간을 뜻한다. 예를 들면, 컴퓨터를 사용하는 피시방 (인터넷 카페), 목욕하는 찜질방, 노래를 부르는 노래방, 만화를 보는 만화방 등이 있다.
발음할 때 '빵'으로 발음하는 경우에는 감방 등이 있다.

## 역사
역사적으로 방의 이용은 적어도 약 기원전 2200년 미노스 문명 초기로 거슬러 올라가며, 여기서 아크로티리의 발굴지에서 특정한 구조물 안에 나누어 구분한 방을 여러 개 발견했다.

## 같이 보기
- 현관
- 그레이트 홀
- 더 룸
- 교실

## 참조
- “City of the Bang”. 《Ninth Architecture Biennial of Venice 2004》. 2004년 12월 17일에 원본 문서에서 보존된 문서. 2005년 6월 16일에 확인함.
- “"Bang" Culture”. 《Just a Hakwon》. 2005년 4월 27일에 원본 문서에서 보존된 문서. 2005년 6월 16일에 확인함.
- Roman and Daniela Jost. “Sarangbang (Sarang-bang, Sarang Chae, Anchae) Korean Men's and women's quarters”. 《Traditional Korean and Japanese furniture》. 2005년 6월 16일에 확인함.
- “Korean Housing”. 2005년 2월 6일에 원본 문서에서 보존된 문서. 2005년 6월 16일에 확인함.